# KkStB 460 sorozat
Az  SNDVB XVIIc egy gyorstehervonati szerkocsisgőzmozdony-sorozat volt a k.k. priv. Süd-Norddeutsche Verbindungsbahn (SNDVB) és a k.k. privilegierte Österreichische Nordwestbahn (ÖNWB) –nél.
Amikor 1905-ben az ÖNWB erősebb és gyorsabb tehervonati mozdonyokat rendelt, először kísérleteket végzett a különböző felépítésű mozdonyokkal. A XVIId sorozatú gépek nem váltak be, ám, a 285 pályaszámú túlhevítős változata (gyártva 1906) jól bevált mind tehervonati, mind személyvonati használatra, így további 12 db-ot rendeltek hálózatfejlesztéshez és tíz db-ot az SNDVB-nek. Ezeket a mozdonyokat a XVIIc osztályba sorolták. Valamennyi mozdonyt a Floridsdorfi Mozdonygyár szállította 1908-1909-ben. Ellentétben az osztrák szokásokkal a mozdonynak feltűnően magas füstkamrája volt
A XVIIc sorozatú mozdonyok, ahogyan a XVIId sorozatúak is a cseh pályaszakaszokon üzemelt.
Az 1909-es államosítás után a kkStB a sorozat mozdonyait a 460 sorozatba osztotta be. Az első világháború után valamennyi a BBÖ-höz került.
A második világháború után hat mozdony mint háborús veszteség megsemmisült a háborúban, további négyet 1953-ban selejteztek, a maradék 13-at az ÖBB az ÖBB 454 sorozatba osztotta be és 1961-ig selejtezte őket.

## Fordítás
- Ez a szócikk részben vagy egészben  a   SNDVB XVIIc című német Wikipédia-szócikk ezen változatának fordításán alapul.  Az eredeti cikk szerkesztőit annak laptörténete sorolja fel. Ez a jelzés csupán a megfogalmazás eredetét és a szerzői jogokat jelzi, nem szolgál a cikkben szereplő információk forrásmegjelöléseként. Az eredeti szócikk forrásai szintén ott találhatóak.